# Canal Uno (Équateur)
Pour les articles homonymes, voir Canal 1.
Canal Uno (anciennement SiTV) est une chaîne de télévision de l’Équateur, membre de l’Organisation des Télécommunications Ibéro-Américaines (OTI).